# Qataban

Reino de Qataban (azul) en el tercer siglo d. C.

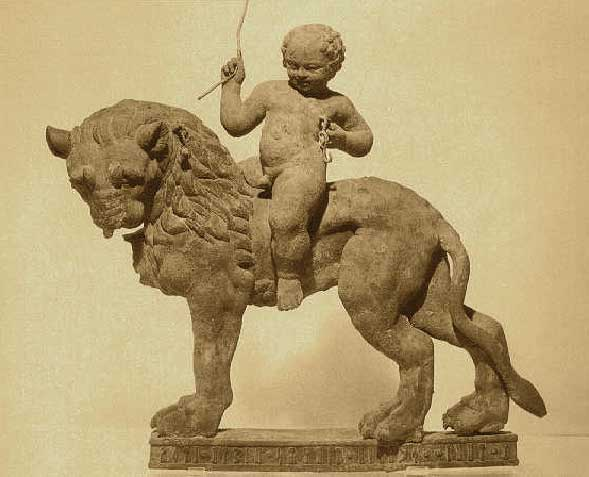
León de bronce con un jinete, hecho en Qataban circa 75-50 a. C.

Qataban, en árabe,مملكة قتبان, fue uno de los antiguos reinos de Yemen que prosperó en el valle de Baihan. Como muchos otros reinos de Arabia del Sur, adquirió gran prosperidad con el comercio de olíbano y mirra que eran quemados en los altares. La capital de Qataban era Timna y estaba localizada en la ruta comercial que unía a los otros reinos de Hadramaut, Saba y Ma'in. Fue el reino de Yemen más prominente en la segunda mitad del primer milenio a. C., cuando su gobernante tenía la hegemonía sobre Arabia del Sur. La deidad mayor era Amm o "Tío" y el pueblo se llamaba a sí mismo los "hijos de Amm". Su lengua era el qatabanita.

## Historia
Los orígenes de Qataban en el norte de Yemen son hasta ahora desconocidos. En torno a finales del siglo VIII a. C., Qataban fue conquistado por Yitha'amar Watar I de Saba. Poco después, cayó bajo el dominio del rey Ausan. Luego de haber sido conquistado y unido con Saba, Qataban se convirtió nuevamente en vasallo de Saba, su vecina occidental, y obtuvo de parte del mismo Ausan los territorios sometidos en la costa del océano Índico. No queda claro hasta qué punto Qataban pudo controlar con ello el comercio marítimo con África e India, en cualquier caso la costa del sur de Yemen estuvo todavía bajo dominio de Sumuhu'ali Yanuf III hasta poco antes de la independencia de Qataban del control de Saba. En el siglo IV o                                             siglo III a. C., Qataban bajo el reino de Yada'ib Yigal I logró deshacerse del dominio de Saba, probablemente en alianza con Ma'in y Hadramaut. Aunque pocos siglos después, en la batalla de Tuhargib, Saba pudo detener el ascenso de Qataban, no pudo impedir la división del gran reino de Saba.
Con la conquista de Hadramaut, con Yada'ib Dhubyan Yuhan'im (220-205 a. C.) y con la victoria sobre la tribu Amir, Qataban llegó al punto más alto de su poder, al controlar amplias partes de la costa de Yemen y, al mismo tiempo, relacionarse con la Ruta del incienso.